# 锺云号驱逐舰
鍾雲號（英語：USS Chung-Hoon, DDG-93）是美國海軍的第43艘伯克級驅逐艦，於2004年開始服役。該艦以華裔海軍少将鍾雲來命名，以紀念他在第二次世界大战期間與日軍的神風特攻隊交戰中表現英勇。
該戰艦由诺斯洛普·格鲁门公司於2002年1月14日起開始建造，2002年12月15日下水，至2003年1月11日於檀香山進行命名儀式，該活動由鍾雲的姪女密雪兒·普奈奈·鍾雲（Michelle Punana Chung-Hoon）主持仪式。2004年9月18日，該艦開始服役。該戰艦隸屬太平洋艦隊，部署在珍珠港。
鍾雲號曾於2005年10月13日接獲一艘巴拿马註冊商船的求助，指一名金姓韓國水手在意外中弄斷了一隻手，遂把他送往檀香山救治，最後醫生未能成功為該韓國人駁回斷肢。
2009年3月12日据《福克斯新聞》報導，钟云号舰将开往南海护送海洋研究船「無瑕號」（USNS Impeccable T-AGOS-23）。此前无瑕号与中國舰船发生“冲突”。
2023年6月3日，鍾雲號及加拿大海軍巡防艦蒙特婁號「例行性」執行聯合穿越台灣海峽任務期間，052D驱逐舰蘇州號以相當快的速度，自左舷位置超越鍾雲號，並在相距不到137米處橫切鍾雲號船頭前方位置。當中國軍艦改變航向時，艦上人員曾要求鍾雲號移動位置，否則將發生碰撞。鍾雲號警告蘇州號切勿「試圖限制航行自由」，並要求蘇州號離遠一點。最後，鍾雲號維持航行方向並減速，以避免發生碰撞。

## 外部連結
- 「鍾雲號」的官方網站 （页面存档备份，存于）
- Annual Command Operations Report （页面存档备份，存于）